# Fracturism
Fracturismul este un manifest poetic din literatura română, coautorii acestuia fiind Dumitru Crudu și Marius Ianuș. Fracturismul a fost datat ca apariție, după spusele cofondatorilor, în noaptea de 10 spre 11 septembrie 1998. 
Intervievat la peste 15 ani după apariția Fracturismului, cofondatorul Dumitru Crudu venea cu câteva clarificări despre acest manifest în revista Literatura de azi, la data de 03.12.2015, într-un articol intitulat "Câteva vorbe despre ce se ascundea în spatele unui manifest". El afirma că "Trebuia să epatăm pentru a fi luați în seamă. Altfel, dacă nu am fi jucat și teatru, nimeni nu ar fi dat doi bani pe textul nostru. Eram conștienți de asta. De aia am și lovit în idoli. Totuși, după ce se lăsa întunericul și ne întorceam acasă, scoteam volumele optzeciștilor și le citeam sub plapumă. Fracturismul a ieșit din mantaua lui Cărtărescu și Mușina, ăsta e adevărul, dar în manifest am pornit un război contra poeților pe care-i iubeam, pentru a atrage atenția asupra poeziei noastre. Privind dinspre prezent spre acele vremuri, consider că aceste lucruri reprezintă partea cea mai perisabilă a manifestului nostru și, cu această ocazie, vreau să recunosc că foarte multe idiosincrazii erau false, pentru că nouă ne plăcea poezia optzecistă." 

## Alte opinii pro și contra despre Fracturism
- O voce importată din rândul scriitorilor fracturiști, filologul Ioana Băețică, cercetător pe tema culturii tranziției , considera, într-un interviu publicat pe portalul Liternet, la data de 1 octombrie 2004, că "Curentul fracturist nu este un curent literar. Nu se închide între granițele unui stil estetic și unui tip de naratologie. Mai mult decât atât, este un program de atitudine. Program e deja un cuvânt foarte mare. O sugestie de atitudine socială a generației noastre biologice. Cu care ne simțim cumva organic crescuți din aceleași experiențe, care ne dau un sentiment de consubstanțialitate, și pentru care nu mai există nici un fel de cale de ieșire decât să înțeleagă ce se întâmplă în momentul de față în România."[2]

- Un alt scriitor fracturist, Cristina Dicusar, menționa într-un articol publicat în revista Clipa, nr. 4/2015, că a scrie despre acest curent înseamnă a încerca, pe cât e posibil, să privim acest fenomen literar „în față”. Starea de spirit a cărei confirmare este literatura de tip fracturist este una caracteristică tuturor literaturilor care au trecut prin regimul totalitar comunist, printr-un regim în care exista mai mult o politică literară, în care rolul principal îl avea partidul și, mai puțin, literatura. Fracturismul s-a format în contextul revoluțiilor din 1989: în Republica Moldova – în august, când mii de oameni au pledat pentru revenirea la grafia latină, și în decembrie, când în România, sub presiunea demonstrațiilor și protestelor, căzuse regimul comunist ceaușist.... Anunțat întâi în 1998, în Monitorul de Brașov, cu titlul „Fracturismul: un manifest”, apoi în revista Paralela 45, conținând și trei anexe, acest curent se află la granița dintre nouăzecism și douămiism. Autorii manifestului fracturist, scriitorii Marius Ianuș și Dumitru Crudu, includ, în versiunea a doua a manifestului, din 1999, câteva nume de scriitori care au aderat la mișcare: Ruxandra Novac, Ștefan Baștovoi, Mihail și Alexandru Vakulovski, Domnica Drumea, Zvera Ion, Răzvan Țupa. Totuși, lista nu se oprește aici. Marius Ianuș fondează revista Fracturi, în care debutează Ioana Băețica, Ionuț Chiva, Adrian Șchiop și mai publică, pe lângă autorii menționați mai sus, Raluca Baciu, Bogdan Perdivară ș.a. De asemenea, Marius Ianuș fondează cenaclul „Litere 2000”.[3]

- Criticul Marin Mincu considera în revista Luceafărul, nr. 7 din 21 februarie 2001, că "Dincolo de bravada retorică și fronda goliardică ce însoțesc totdeauna asemenea „rupturi” între generații biologice sau între grupări „poietice”, „manifestul” celor doi „mai tineri poeți” constituie un act de curaj fie chiar și prin atestarea publică a unei atitudini de diferențiere netă față de poncifurile răsuflate ale unui „postmodernism” neaglutinat, afișat ostentativ de către promoția optzecistă, ca un „program paradigmatic” coercitiv care să mascheze agresivitatea demolatoare, motivată, cu rare excepții, mai degrabă în planul imediat, acela al ascendenței revendicărilor politico-sociale, și nu estetice."[4]

- În viziunea criticului Nicolae Manolescu, Manifestul fracturist inaugurează o poezie provocatoare, dar nu așa de scandaloasă cum s-a vrut și cum a fost citită de critica de toate vârstele, o poezie antisistem avant la lettre, în tradiția Geo Bogza din Poemul invectivă și din Jurnal de sex, anticapitalistă (a lui Bogza era antiburgheză), nu fără legătură cu Gingsberg și Kerouac, idolii generației 1980, abundând în dure considerații politice referitoare la România...[5].

- Scriitorul Ionuț Caragea, afirmă într-un articol din revista Caietele Columna, nr. 3/2021, pag. 23, inititulat „Curente literare globale și pseudo-curente literare locale”, că "Fracturismul nu a fost un curent literar, ci un moft personal al acelora care l-au inventat, urmărindu-se un singur scop: creșterea rapidă a prestigiului personal în disputa cu alți scriitori din aceeași generație sau din generațiile anterioare." De altfel, Ionuț Caragea consideră că "Fracturismul nu a înglobat o generație, iar Marius Ianuș, nu a fost liderul generației 2000, fiindcă nu avea cum să fie liderul câtorva mii de scriitori douămiiști din afara Fracturismului, scriitori pe care nu i-a influențat niciodată, în niciun fel. Nici prin valoarea sa literară, nici prin ideea de fracturism." [6]

- Scriitorul Ovidiu Iancu, într-un articol publicat în revista Viața literară nr. 3-4/2011, consideră că "Se cuvine amintit, ca relevant studiu de caz, și pseudo-curentul literar denumit de Marius Ianuș „fracturism”. El e, oarecum, inedit, având un manifest teoretic (confuz), dar nebeneficiind de texte consistente care să-l susțină. Apărut, după mărturia autorilor (Marius Ianuș și Dumitru Crudu) „în noaptea de 10 spre 11 septembrie 98 (când am fost bătuți pe stradă)”, acest curent literar are un singur avantaj major. E primul care poate fi datat cu precizie… a apărut, deci, fix în noaptea de 10 spre 11 septembrie 1998 (e adevărat că nu cunoaștem cu precizie ora). În rest, textul-manifest e de un umor involuntar irezistibil. „Fracturismul are mai multe niveluri: socio-cultural, psihologic, estetic și, în consecință, curentul nostru este reflectarea literară a unei realități noi. În plan politic este reprezentat prin anarhism” sau „Fracturismul desfide (sic!) șoarecii de bibliotecă și poeții premianți, cât și o poezie scrisă pe diplomele de absolvire a facultății”. Aici, se ignoră și limba română prin eludarea corelației necesare la nivelul frazei între „atât” și „cât”. Și în fine, un ultim citat pe care personal îl prefer pentru doza lui de aroganță și ignoranță: „Fracturismul, după ce a descoperit fisurile realității și existenței, vrea să instituie o legătură extrem de strânsă, o coeziune între felul cum trăiești și poezia pe care o scrii”. Superb!!! După ce, așadar, într-o singură noapte cei doi au descoperit „fisurile existenței”, s-au și hotărât să reinstituie o confuzie de care generații întregi de critici literari, nu numai români, se străduiseră să scape." [7]

## Autori fracturiști
- Raluca Baciu
- Ștefan Baghiu
- Ștefan Baștovoi
- Ioana Băețica
- Crista Bilciu
- Raluca Blezniuc
- Lucian Brad
- Ioana Bradea
- Silvia Caloianu
- Oleg Carp
- George Chiriac
- Rita Chirian
- Ionuț Chiva
- Ionelia Cristea
- Dumitru Crudu
- Mina Decu
- Liviu Diamandi
- Cristina Dicusar
- Adrian Diniș
- Andrei Dósa
- Domnica Drumea
- Mihai Duțescu
- Robert Gabriel Elekes
- Dumitru Fanfarov
- Andreea Felciuc
- Mircea Andrei Florea
- Iulian Fruntașu
- Anastasia Gavrilovici
- Leo Hristov
- Horia Hristov
- Marius Ianuș
- Zvera Ion
- T.S. Khasis
- Ana-Maria Lupașcu
- Mitoș Micleușanu
- Antonia Mihăilescu
- Ioana Miron
- Dmitri Miticov
- Oana Cătălina Ninu
- Deniz Otay
- Ana Maria Pușcașu
- Olga Ștefan
- Marius Ștefănescu
- Adrian Schiop
- Cristina Stancu
- Hose Pablo
- Andrei Peniuc
- Ciprian Popescu
- Răzvan Țupa
- Adrian Urmanov
- George Vasilievici
- Mihail Vakulovski
- Alexandru Vakulovski
- Elena Vlădăreanu
- T.S. Khasis